# Giuseppe Giusti
Giuseppe Giusti (Monsummano Terme, 13 maggio 1809 – Firenze, 31 marzo 1850) è stato un poeta e scrittore italiano.

## Biografia

### L'infanzia

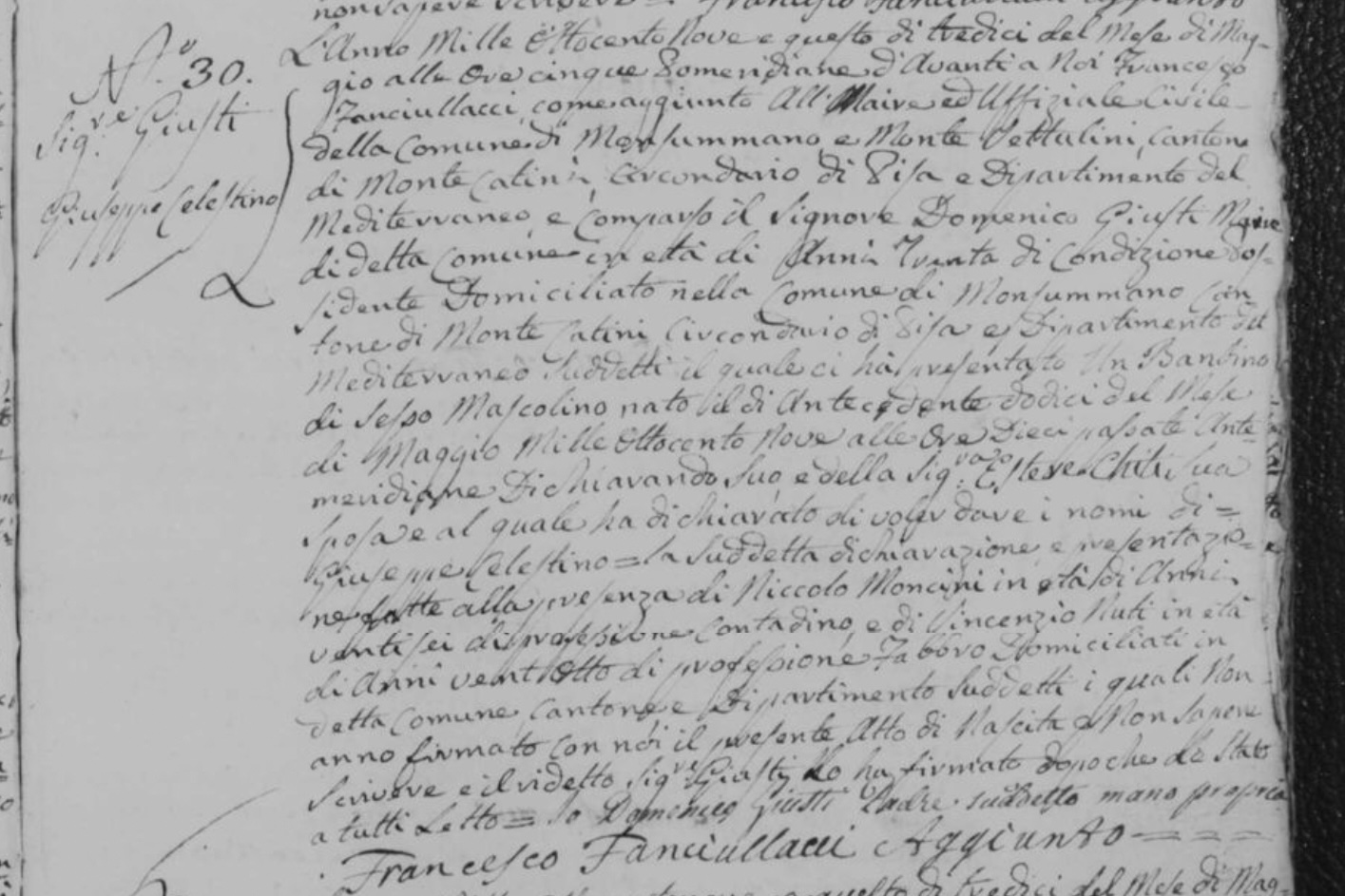
Atto di nascita di Giuseppe Giusti

Appartenente ad una ricca famiglia di proprietari terrieri, era figlio di Domenico Giusti e di Ester Chiti.
Dai sette ai dodici anni fu affidato, per essere istruito, alle cure di Don Antonio Sacchi, ma non ne ricavò nulla di buono: «Avevo sett'anni [...] stetti cinque anni con lui, e ne riportai parecchie nerbate e una perfetta conoscenza dell'ortografia, nessuna ombra del latino [...] pochi barlumi di storia non insegnata; e poi svogliatezza, stizza, noia, persuasione interna di non essere buono a nulla». Nel 1821 frequentò il collegio Zuccagni Orlandini di Firenze, uno dei migliori del Granducato, dove rimase circa dieci mesi; incontrò Andrea Francioni, il suo padre-maestro. Un momento fondamentale per la sua formazione intellettuale. «Nella sua scuola non si sentivano urli né strepiti, non carnificine, né invidie [...]. Lo studio era diventato un divertimento; perfino quello della lingua latina [...]. Dieci mesi stetti con lui, ma mi bastarono per sempre». Finito l'anno scolastico, l'istituto chiuse e Giuseppe dovette trasferirsi, nel novembre del 1822, nel Seminario e Collegio Vescovile di Pistoia; inserito nella classe di "umanità", corrispondente al nostro attuale liceo, dopo un breve periodo, nove mesi, ne uscì con un attestato abbastanza lusinghiero, che però non ci dice nulla sulla sua formazione culturale.
Il padre del poeta, Domenico, non soddisfatto dell'esperienza pistoiese, riuscì ad inserirlo, nell'estate del 1823, nel prestigioso Real Collegio Carlo Lodovico di Lucca. L'istruzione ricevuta nel Collegio Vescovile di Pistoia era stata talmente carente, che il giovane, «docile, ubbidiente e studioso», dovette riprendere gli studi da un gradino più basso, dalla classe di grammatica. L'esperienza lucchese fu certo importante per il giovane, che ebbe modo di conoscere una nuova realtà, diversa da quella toscana, visto che Lucca a quell'epoca era la capitale di un piccolo ducato. Nei due anni circa, 1823-1825, in cui il Giusti rimase a Lucca, si esercitò, senza riserve, nella versificazione, inviando al padre sonetti dal gusto epico-lirico, frutto più degli studi accademici della scuola che della sua vera natura creativa. A sedici anni, siamo nel 1825, scrisse al padre, polemizzando con il gusto letterario del momento e, con un impeto radicale irriverente, si scagliò contro il romanticismo foscoliano. «È inoltre sorto in oggi, un certo entusiasmo per certe cose che fanno vomitare. Vi è [...] un picciolo opuscoletto, ossia raccolta di lettere di un certo Jacopo Ortis, le quai se tu leggi sentiraivi che tratto tratto, vi sono delle cose che, al dire dei moderni, incantano, le quai sarebbero, mi sparpaglierei il cervello quando penso ecc.; [...] Miseri farnetici! Io vi compatisco; leggete, leggete Botta piuttosto che quella veramente corbelleria di Ortis, leggete Botta, e troverete [...] non sparpagliamenti di cervello [...], ma descrizioni di battaglie, e sparpagliamenti di eserciti, anzi di stati, anzi di nazioni, ed anzi quasi metà del mondo. Che importa a noi se un corbello, un pazzo, vuole per amore sparpagliarsi il cervello [...]». Il ribelle, il contestatore, apprese pochissimo, anche in questo collegio: sufficiente in italiano, ma debole in latino. Tornato in famiglia, a Montecatini, si mise a studiare per prepararsi all'esame d'ammissione all'Università di Pisa, dove s'iscrisse, «di contraggenio» alla Facoltà di Diritto, nel novembre del 1826.

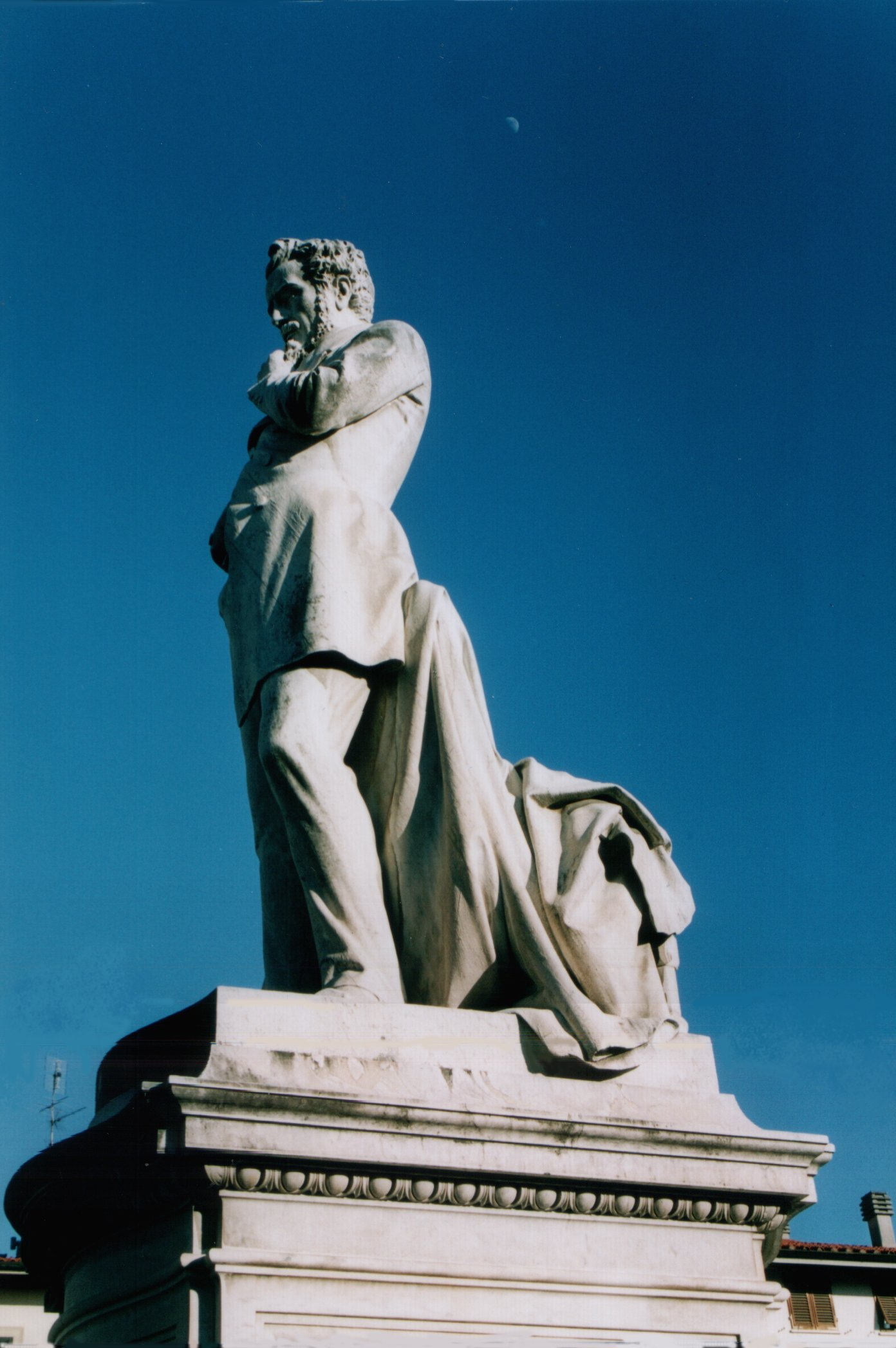
Il monumento a Giuseppe Giusti a Monsummano Terme

### Il periodo universitario del Giusti
Per tre anni, Giuseppe Giusti, lontano dalla famiglia, frequentò a Pisa salotti, bettole, biliardi, teatri, casini e, soprattutto il famoso caffè dell'Ussero, dove improvvisava, a braccio, "scherzi", "rabeschi", tra gli applausi e i consensi della gente. Oppresso dai debiti e infiacchito dalla vita bohémienne, sostenne solo l'esame di filosofia. Richiamato dal padre, a Pescia, dove si era trasferita la famiglia, si annichilì nell'ozio e nella noia, solo l'amore riuscì a rischiarare l'orizzonte grigio della vita di paese. Allacciò una relazione amorosa, protrattasi fino al 1836, con la signora Cecilia Piacentini di Pescia: fu un amore travolgente e corrisposto, non solo fatto di poesie e sospiri. «I miei passi andavano piuttosto verso i giardini di Valchiusa, che verso gli orti del Berni». Nella prima metà di novembre del 1832 il Giusti tornò a Pisa per riprendere gli studi interrotti da tre anni.
Aveva fatto con il padre un patto solenne: avrebbe studiato sul serio e nei tempi dovuti, ma le cose non andarono proprio così. Una sera, di febbraio, nel 1833, al Teatro dei Ravvivati (ora Teatro Rossi) di Pisa, molto frequentato dagli studenti universitari, in onore della cantante Rosa Bottrigari, famosa per le sue idee liberali, si distribuirono delle poesie, che dettero nell'occhio agli agenti di polizia. Rosa Bottrigari era giunta a Pisa da Bologna; e quella sera si presentò in scena, a fianco del famoso tenore Poggi, con una ghirlanda di fiori tricolore. Fu un tripudio, un delirio di urla, inneggianti all'Italia libera.
Il rumore di quella serata giunse a Firenze:  Giusti, con altri compagni, venne invitato dalla polizia a fornire spiegazioni in proposito. Seppe rispondere efficacemente all'auditore Lami, negando di trovarsi al teatro, nella sera incriminata. «Come non eravate al teatro, – gli rispose il commissario – se trovo il vostro nome nella lista degli accusati?». «Può essere – replicò – che i birri e le spie mi abbiano tanto nell'animo, da vedermi anche dove non sono. Quella sera l'ho passata in casa Mastiani».
Dire la verità non lo salvò dal divieto di presentarsi all'esame di laurea, che sostenne invece, più tardi, nel 1834, nella sessione giugno/settembre.
Il soggiorno pisano e non solo questo incidente;– basti pensare agli echi della rivoluzione parigina del luglio del 1830, i fatti di Modena del 1831 –, furono determinanti per la formazione della sua personalità e della sua poetica. Ne sono prova le sue poesie La ghigliottina a vapore (1833), in cui vengono scagliate le prime invettive contro Francesco IV di Modena, e Rassegnazione e proponimento di cambiar vita (1833). In ambedue, ma specialmente nella seconda,  Giusti affila la sua arma più efficace: l'ironia.

### L'ambiente fiorentino
Dopo il conseguimento della laurea in giurisprudenza si stabilì a Firenze. La città non gli fu, dapprima, un soggiorno gradito: il clima non gli si confaceva e pare non gli si confacesse molto neanche il carattere dei fiorentini, che accusava, fra l'altro, di farsi pagare troppo la «gentilezza attica».
Firenze, comunque, non mancava di svaghi; c'era sempre un gran via vai di stranieri, francesi e inglesi: numerosi i ritrovi eleganti, i ricevimenti, i balli. «Ogni sera grandi scialacqui e grandi spese: rosbif divorati, bottiglie di Sciampagna asciugate». Firenze era in realtà il soggiorno ideale per lui, il miglior osservatorio ch'egli potesse desiderare ai fini della sua arte, della sua satira; era l'ambiente più rispondente al suo gusto di vivere, immerso nel mondo letterario, politico e galante. La città era uno dei centri più cosmopoliti d'Italia, più della stessa Roma; vi giungevano gli intellettuali e gli artisti più affermati d'Europa. Non c'era libertà di stampa, ma c'era libertà di lettura e di «chiacchiera».
Non si poteva stampar nulla senza subire i rigori di una censura cinica e intransigente, ma chi andava a stampare fuori dei confini, aveva poche noie da temere, mentre le opere clandestine più eversive entravano nel Granducato di contrabbando e vi si diffondevano, a dispetto della polizia. A Firenze, la diffusione dei versi di Giusti era ristretta alla cerchia degli amici, ai quali il poeta recitava direttamente i suoi lavori (accettando suggerimenti e correzioni). Di ritorno da un soggiorno a Siena, in casa di amici,  Giusti era giunto, all'alba a Firenze, molto affaticato. Entrato in casa, si era gettato sul letto e si era addormentato profondamente.
Dopo poco, svegliatosi all'improvviso, vide la camera piena di fumo e sentì un gran puzzo di carta bruciata. «Arrivai ad estinguere il fuoco senza chiamare aiuto. [...] Molti libri miei e d'altri sono perduti irreparabilmente; appunti, abbozzi, studi di vario genere, e segnatamente note prese di proverbi e d'altre cose attenenti alla lingua sono andate in fumo. [...] Questi miseri rimasugli sono là tuttavia in un canto, e non ho cuore per ora di metterci le mani; pure bisognerebbe che me li togliessi dagli occhi, perché non posso ripensarci senza fremere dal fondo delle viscere». Nello stesso anno, a Monsummano, assistette con amore l'amatissimo zio Giovacchino fino alla morte, che sopraggiunge nel maggio del 1843. Non erano passati pochi mesi, che un nuovo colpo aggravò la salute del poeta. Una domenica di luglio, in via dei Banchi, a Firenze, mentre passava davanti al Palazzo Garzoni, lo assalì un gatto infuriato. «Mi graffiò e mi morse senza intaccarmi la pelle, bensì mi lasciò nella gamba sinistra l'impronta dei denti [...]. 
A dirtela, ebbi una paura del diavolo, non lì nel momento, ma dopo; e per l'impressione ricevuta e per quello che poteva accadere, perché m'accertai che era idrofobo». L'idrofobia gli aveva fatto sempre, fin da ragazzo, un terrore indicibile. Alla fine di gennaio del 1844 egli poté finalmente partire con la madre per Roma e Napoli. Si trattenne a Roma pochi giorni, data la pessima stagione; il 9 era già a Napoli e prese alloggio in Via Toledo. Fu accolto con tanta cortesia, la fama delle sue poesie lo aveva preceduto, «che dopo pochi giorni gli pareva d'esser nato là». Il Giusti si trattenne a Napoli oltre un mese: il tempo «diabolico» gli impedì di godersi in pieno la vista del Vesuvio, tutto avvolto da una nebbia così folta che, per quanto il vulcano fosse in eruzione, non gli permise di vedere «neppure un razzo di fuoco».
Il poeta, a Napoli, strinse molte amicizie, prima fra tutte con Gabriele Pepe, che nel 1826 aveva avuto a Firenze il famoso duello con il Lamartine; con Carlo Poerio, poco dopo arrestato, quale complice dei fratelli Bandiera, e con il fratello di lui, Alessandro Poerio. Intanto, il male sconosciuto, che da più di un anno gli stava addosso, lo aveva agitato in un alternarsi di brevi riprese e di lunghe ricadute; quando credeva di essere lì per trovare un po' di salute, era a un tratto ricacciato nelle sofferenze e nell'angustie morali. Aveva dovuto mettere da parte gli studi e pensare, più concretamente, alla propria salute. Ma un altro nemico, a suo dire, gli turbava, non poco, il sonno. I suoi scherzi, i suoi «ghiribizzi», appunto perché in gran parte affidati alla diffusione orale, o a quella di manoscritti ricopiati molte volte, e non sempre con diligenza, subivano spesso modificazioni e tagli, o si allungavano in appendici.

### La vicenda letteraria
«L'ultima batosta – scriveva al Vannucci, il 14 settembre 1844 – avuta a Livorno fu così inaspettata e così fiera, che io credeva di dover finire inchiodato in un fondo di letto». A sua insaputa, nel 1844 a Lugano, venivano pubblicate alcune sue poesie, ad opera di un anonimo editore, forse ben intenzionato, ma non troppo scrupoloso (Poesie italiane tratte da una stampa a penna, Italia, 1844). L'edizione, curata da Cesare Correnti che ne dettò la prefazione, fu pubblicata a spese del Ciani, presso la Tipografia della Svizzera Italiana a Lugano; ma, dapprima, fu attribuita, erroneamente, alle cure di Giuseppe Mazzini.
Giusti se ne risentì vivacemente e infatti, subito dopo, dava alle stampe i Versi nell'edizione di Livorno (Versi di Giuseppe Giusti, Livorno, Tipografia Bertani e Antonelli, 1844), nella cui dedica alla marchesa Luisa D'Azeglio manifestava il suo sdegno contro lo «stampatore sfrontato e disonesto». Del libretto mandò molte copie agli amici, dolente di non aver potuto produrre qualcosa di più ampio. Per consolidare la sua fama di poeta, nell'anno seguente, 1845, il Giusti fece pubblicare dalla tipografia Fabiani, di Bastia, trentadue dei suoi «scherzi».
Questa raccolta non portava il nome dell'autore, ma ormai tutti erano a conoscenza della paternità di quei versi (Versi, Bastia, Tipografia Fabiani, 1845). Nell'agosto del 1845, convinto dall'amico Giovanbattista Giorgini, il poeta di Monsummano si decise a partire, in compagnia della marchesa D'Azeglio e di Vittorina Manzoni, figlia di Alessandro Manzoni, per Milano, «...senza un cencio di passaporto, senza un soldo in tasca». Grande curiosità e interesse suscitò l'arrivo a Milano del Giusti. I versi pubblicati a Bastia correvano per tutte le mani, rispondendo alle attese dei sentimenti di libertà e d'indipendenza che pervadevano il paese da sud a nord. Il Manzoni accolse il «toscano Aristofane» come un suo pari e lo volle ospite per tutto il tempo del suo soggiorno in Lombardia (circa un mese): «Che pace – scriveva il poeta – che amore, che buona intelligenza tra loro! In Alessandro non so se sia maggiore la bravura o la bontà; l'unico che mi rammenti d'aver conosciuto sul taglio di lui, è il Sismondi». A Milano il poeta conobbe gli scrittori e gli intellettuali della cerchia manzoniana: Tommaso Grossi, Giovanni Torti, il Rosmini, gli Arconati, i Litta-Modigliani, Luigi Rossari. Il Manzoni aveva apprezzato il Giusti prima ancora di conoscerlo personalmente.
Rispondendo ad una lettera del Giusti (in data 8 novembre 1843), che gli chiedeva un giudizio sulle sue poesie, così si esprimeva il Manzoni: «Son chicche che non possono esser fatte che in Toscana, che da Lei; giacché, se ci fosse pure quello capace di far così bene imitando, non gli verrebbe in mente d'imitare». Era la prima consacrazione letteraria avuta dal poeta da un grande scrittore.
Dopo le produzioni poetiche del 1844 e del 1845, pubblicò una terza edizione nel 1847 (Nuovi versi di Giuseppe Giusti, Firenze, Tipografia di T. Baracchi, 1847) che ebbe un successo strepitoso di pubblico e di mercato. Scriveva in quei giorni il Giusti alla marchesa Luisa D'Azeglio: «Le cose nuove mi consolano molto. Sapete che anch'io coi miei piccoli ferri ho cercato di tener vivo il fuoco quando pareva semispento [...]. Il paese da morto che era si è riscosso generalmente».

### L'impegno politico
Gli ultimi anni della vita di Geppino (1848-1850), come affettuosamente lo chiamava Alessandro Manzoni, furono contrassegnati dalla grande illusione di un'Italia finalmente libera e dalla disillusione, dovuta al mancato accordo tra i sovrani italiani, nella conduzione della guerra d'indipendenza: prevalsero le ragioni di stato e i conflitti tra liberali e democratici. Ci fu, da parte del poeta, un timido affacciarsi alla finestra della politica: nel 1847 viene eletto, a furore di popolo, maggiore della guardia civica di Pescia, e nel 1848 deputato all'Assemblea legislativa toscana. Si chiuse definitivamente questo incidente di percorso, in quanto la politica, nel suo aspetto più pragmatico della parola, era estranea alla visione del mondo del Giusti. Unica nota lieta, in questo periodo, la nomina (nel 1848) del Giusti ad accademico della Crusca. Benché amico di molti accademici, il Giusti non era mai stato tenero con le accademie, contrario a tutto ciò che potesse «...limitare in qualche modo, anco indiretto, il libero esercizio delle sue facoltà intellettuali». Morì appena quarantenne, il 31 marzo 1850 nel palazzo dell'amico carissimo Gino Capponi, in via San Sebastiano (oggi via Gino Capponi) a Firenze, soffocato dal sangue per la rottura di un tubercolo polmonare.

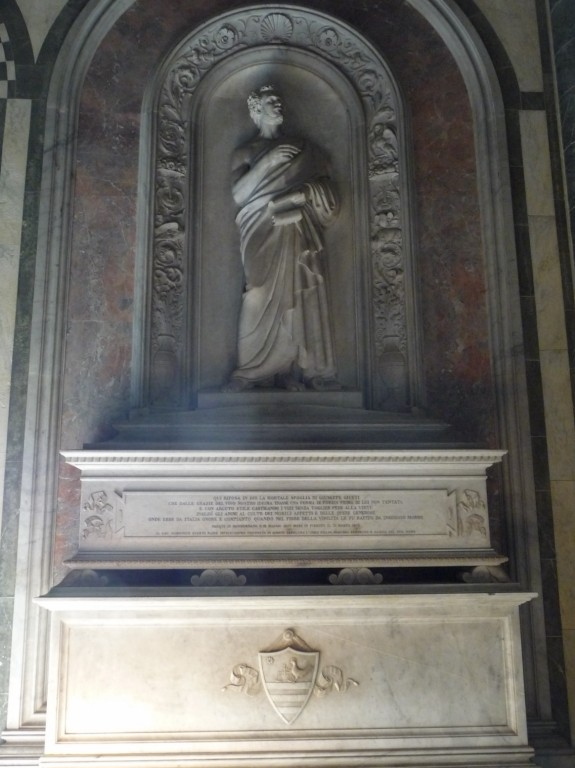
La tomba del Giusti nella Basilica di San Miniato al Monte a Firenze.

## Le opere
Le sue composizioni, peraltro caratterizzate da un piacevole e fluido verso e da un umorismo pungente e venate talvolta da una sottile malinconia, hanno come cornice la piccola provincia toscana. Furono pubblicate dapprima in forma sparsa, poi raccolte in varie edizioni nel 1844, 1845, 1847.
La poesia più nota è Sant'Ambrogio, nella quale il poeta dichiara apertamente le proprie posizioni anti-austriache, rivolgendosi direttamente a una "Vostra eccellenza che mi sta in cagnesco" con evidente riferimento all'autorità imperiale, ed affermando vicinanza umana e politica ad Alessandro Manzoni, padre del citato "compagno figlio giovinetto d'un di que' capi un po' pericolosi, di quel tal Sandro, autor d'un romanzetto ove si tratta di Promessi Sposi".
Altre composizioni molto note sono: Il re Travicello, Il brindisi di Girella, satira della "morale" dei voltagabbana e degli approfittatori, Le memorie di Pisa, Il papato di Prete Pero, acre satira anticlericale, La chiocciola.
Tra le opere in prosa sono da ricordare le Memorie inedite, che furono pubblicate solo nel 1890 col titolo di Cronaca dei fatti di Toscana, e una raccolta di Proverbi toscani, pubblicati anch'essi postumi (1853). Assai interessante il ricco Epistolario, dal quale emerge la sua viva parlata toscana e l'adesione alle tesi manzoniane sulla lingua.

## Archivio personale
L'archivio della famiglia è depositato presso l'Archivio di Stato di Pistoia.